# Novaculops
Novaculops là một chi cá biển thuộc họ Cá bàng chài. Các loài trong chi này đều có phạm vi phân bố tập trung ở Ấn Độ Dương - Thái Bình Dương.

## Từ nguyên
Hậu tố ops trong từ định danh của chi bắt nguồn từ tiếng Hy Lạp có nghĩa là "hình dáng", hàm ý đề cập đến việc loài điển hình N. woodi có hình thái khá tương đồng với Novaculichthys.

## Phân loại
Ban đầu, Novaculops được xem là một danh pháp đồng nghĩa của Xyrichtys. Năm 2013, trong bản mô tả loài mới là N. alvheimi, nhà ngư học J. E. Randall đã công nhận Novaculops là một chi hợp lệ, bởi vì các loài Novaculops không có phần trán dốc đặc trưng như ở Iniistius và Xyrichtys, và cơ thể không dẹt sâu như cả hai chi này.

## Hành vi và sinh thái
Cũng như Iniistius và Xyrichtys, Novaculops sống trên nền đáy cát. Chúng có thể nhanh chóng đào hang dưới lớp cát để ẩn trốn khi gặp những loài săn mồi. Vì hành vi này mà Randall đã đề xuất tên gọi chung cho những loài thuộc chi này là Sandy.
Như những loài cá bàng chài khác, Novaculops là những loài lưỡng tính tiền nữ và dị hình giới tính.

## Các loài
Có 7 loài được công nhận là hợp lệ trong chi này, bao gồm:
- Novaculops alvheimi Randall, 2013[5]
- Novaculops compressus Fukui, 2020[6]
- Novaculops halsteadi (Randall & Lobel, 2003)[7]
- Novaculops koteamea (Randall & Allen, 2004)[8]
- Novaculops pastellus (Randall, Earle & Rocha, 2008)[9]
- Novaculops sciistius (Jordan & Thompson, 1914)[9]
- Novaculops woodi (Jenkins, 1901)

## Mô tả chung
Theo tác giả Schultz, Novaculops có gai vây lưng thứ nhất mềm dẻo, gai thứ hai đến thứ chín nhọn ở chóp.
Số gai ở vây lưng: 9; Số tia vây ở vây lưng: 12; Số gai ở vây hậu môn: 3; Số tia vây ở vây hậu môn: 12.